# Graf (Iowa)
Graf – miasto w Stanach Zjednoczonych, w stanie Iowa, w hrabstwie Dubuque. W 2000 roku liczyło 73 mieszkańców.